# Ctenolophon
Ctenolophon és l'únic gènere dins la família de plantes amb flors Ctenolophonaceae. Consta de 3 o 4 espècies. Aquest gènere té una distribució disjunta moderna restringida a zones d'Àfrica occidental i a Malàisia.
Són arbres o arbusts. La llavor és menor de 5 mm i està envoltada per un aril pilòs.